# Katja Waldén
Katja Margareta Waldén, född 11 oktober 1926 i Eskilstuna, död 23 april 2009 i Stockholm, var en svensk översättare, redaktör, kritiker och journalist. Hennes översättningar var i huvudsak från franska, och hon översatte författare som Françoise Sagan, Patrick Modiano, Marguerite Yourcenar och Georges Simenon till svenska. Utöver sin översättargärning var hon bland annat även redaktör på Form och kulturattaché vid Centre Culturel Suédois i Paris.

## Biografi
Waldén föddes 1926 i Eskilstuna. Hennes mor var författaren Margit Palmær, och hennes far landsantikvarien Bertil Waldén. Hon hade fyra syskon. Under Katja Waldéns uppväxt flyttade familjen till Örebro, där bägge föräldrarna liksom systern Louise Waldén engagerade sig i sociala sammanhang, bland annat för flyktingar undan nazismen. Katja Waldén flyttade till Paris efter andra världskrigets slut, där hon var au pair kombinerat med studier vid Sorbonne. Efter att ha återvänt till Stockholm inledde hon studier i konsthistoria vid det som då kallades Stockholms högskola. 1950 färdigställde hon sin Filosofie kandidat.
Några år senare började hon arbeta med reklam och utländska kontakter för Forum bokförlag och Albert Bonniers förlag. Georg Svensson var hennes mentor, och på Bonniers fick Waldén sina första uppdrag som översättare. Waldén var i huvudsak verksam som översättningar från franska verk. Den första översättningen var av Pierre Boulles Medaljens frånsida (1959), som Waldén gav ut med namnet Katja Birmann. Därefter översatte hon barnlitteratur av bland annat Jean de Brunhoff, bland annat om Babar. Hon översatte även Patrick Cauvin, Jacques Lanzmann, Emmanuelle Arsan och Henri Troyat. Med start 1967 översatte hon dessutom ett dussintal titlar om Kommissarie Maigret av Georges Simenon. Hon översatte även Françoise Sagan, Annie Ernaux, Patrick Modiano och Marguerite Yourcenar (tillsammans med Malou Höjer).
Hon färdigställde ett antal översättningar, samtidigt som hon 1963 blev pressekreterare på Moderna Museet. Hon arbetade även i perioder på Nationalmuseum. 1973 lämnade hon dock bägge museerna, för att istället bli redaktör vid Form. Samtidigt skrev hon kritik i Expressen. Hon skrev även flera böcker om Örebro, och var redaktör för flera verk. Hon skrev även texter om konst, teater och resande. Mellan 1980 och 1985 var Waldén informationssekreterare på Stockholms stadsteater. Därefter var hon verksam som kulturattaché på Centre Culturel Suédois i Paris, där hon även var vice direktör. Mellan 1988 och 1991 var hon återigen informationssekreterare på Stockholms stadsteater.
Waldén gifte sig 1955, och fick en dotter i äktenskapet, innan de skilde sig 1957. Katja Waldén är begravd på Solna kyrkogård.

## Stil
Waldéns översättarstil kännetecknades av en något ålderdomligare ton än originalen. I vissa fall fick det som konsekvens att översättningen ansågs finare än originalet. Bland annat skrev en recensent i Dagens Nyheter 1994, apropå Waldéns översättning av Alexandre Jardins Lille Vilden, att ”Katja Waldén har ödslat en förstklassig översättarinsats på denna dödsallvarliga Pippi Långstrump-anarkism”. I allmänhet fick hennes översättningar dock god kritik.